# Sinoda u Zamośću
Sinoda u Zamośću bila je rutenska (ukrajinska) grkokatolička sinoda održana 1720. godine u gradu Zamośću. Smatra se ključnim događajem koji je ujedinio grkokatoličku liturgiku i organizaciju te ju učinio nalik Katoličkoj. Sinoda je postala kontroverzno pitanje: njezini kritičari tvrde da je iskvarila rusinske istočne tradicije s previše posuđivanja od Rimokatolika (takav proces naziva se latinizacija).
Sinoda je donijela mnoge temeljne dogmatske i pastoralne promijene u Grkokatoličkoj Crkvi. Došlo je do uvođenja Filioquea u Vjerovanje, ali je sinoda ipak težila očuvanju nekih elemenata bizantske liturgije, poput stroge zabrane korištenja beskvasnog kruha za Euharistiju. Došlo je i do većeg korištenja rimokatoličke terminologije: umjesto vladike uveden je termin biskup, umjesto arhimandrita opat, umjesto putira kalež, umjesto epitrahilja počelo se govoriti štola itd. Čišćenje kaleža spužvom poslije pričesti dokinuta je, a nametnuta je obveza da se kalež čisti purifikatorom. Svećenicima je također naređeno da krenu vodit matične knjige krštenih, vjenčanih i umrlih.
Odluke sinode potvrdio je papa Benedikt XIII. 1724. godine i proglasio ih obvezujućim na sav grkokatolički kler.